# Кевин Харт: И сега какво?
„Кевин Харт: И сега какво?“ (на английски: Kevin Hart: What Now?) е американски стендъп комедиен-концертен филм от 2016 г. с участието на комика Кевин Харт, базиран на едноименното стендъп турне от 2015 г. Филмът е пуснат в Съединените щати на 14 октомври 2016 г.